# Roman Ogaza
Roman Grzegorz Ogaza (Katowice, 17 november 1952 – Forbach, 5 maart 2006) was een Pools profvoetballer. Hij beëindigde zijn actieve carrière in 1991 bij US Forbach in Frankrijk. Ogaza overleed op 53-jarige leeftijd.

## Clubcarrière
Ogaza speelde als aanvaller voor Górnik Zabrze, Szombierki Bytom en GKS Tychy, voordat hij in 1983 naar Frankrijk vertrok om zich aan te sluiten bij RC Lens.

## Interlandcarrière
Ogaza kwam in totaal 21 keer (zes doelpunten) uit voor de nationale ploeg van Polen in de periode 1974–1981. Hij maakte zijn debuut op 13 april 1974 in en tegen Haïti (2-1). Twee jaar later won hij met Polen de zilveren medaille bij de Olympische Spelen in Montreal (Canada), Canada.
| Interlanddoelpunten | Interlanddoelpunten | Interlanddoelpunten | Interlanddoelpunten | Interlanddoelpunten | Interlanddoelpunten | Interlanddoelpunten | Interlanddoelpunten |
| #                   | Datum               | Locatie             | Wedstrijd           | Goal(s)             | Score               | Uitslag             | Wedstrijd           |
| ------------------- | ------------------- | ------------------- | ------------------- | ------------------- | ------------------- | ------------------- | ------------------- |
| 1                   | 11/11/1978          | Wrocław             | Polen – Zwitserland | 56'                 | 2 – 0               | 2 – 0               | EK-kwalificatie     |
| 2                   | 18/02/1979          | Tunis               | Tunesië – Polen     | 75'                 | 0 – 1               | 0 – 2               | Oefenduel           |
| 3                   | 18/02/1979          | Tunis               | Tunesië – Polen     | 79'                 | 0 – 2               | 0 – 2               | Oefenduel           |
| 4                   | 10/10/1979          | Krakau              | Polen – IJsland     | 55'                 | 1 – 0               | 2 – 0               | EK-kwalificatie     |
| 5                   | 10/10/1979          | Krakau              | Polen – IJsland     | 74' (pen)           | 2 – 0               | 2 – 0               | EK-kwalificatie     |
| 6                   | 24/05/1981          | Bydgoszcz           | Polen – Ierland     | 66'                 | 3 – 0               | 3 – 0               | Oefenduel           |

## Erelijst
Górnik Zabrze
- Poolse beker

1969, 1970